# نوط الحرب 1939-1945
نوط الحرب 1939-1945 من الأنواط العراقية الملكية صدر هذا النوط في أثناء الحرب العالمية الثانية في العراق حيث أعلن العراق الحرب على دول المحور عام 1943، وكان للجيش العراقي والقوات العراقية واجب حماية المنشأات العسكرية والقواعد الحليفة وخطوط إمداد قوات الحلفاء بالإضافة إلى الدعم اللوجستي والعسكري لقوات الحلفاء. ولقد منح هذا النوط لضباط الجيش العراقي المشاركين في هذه الحرب وهناك أيضا نوط مصغر إلى جانب النوط.

## وصف النوط
النوط على شكل دائري ذهبي وكتب عليه نوط الحرب 1939-1945 مع صورة لجندي عراقي ينفخ في البوق.